# Hotel Brühl (Warschau)

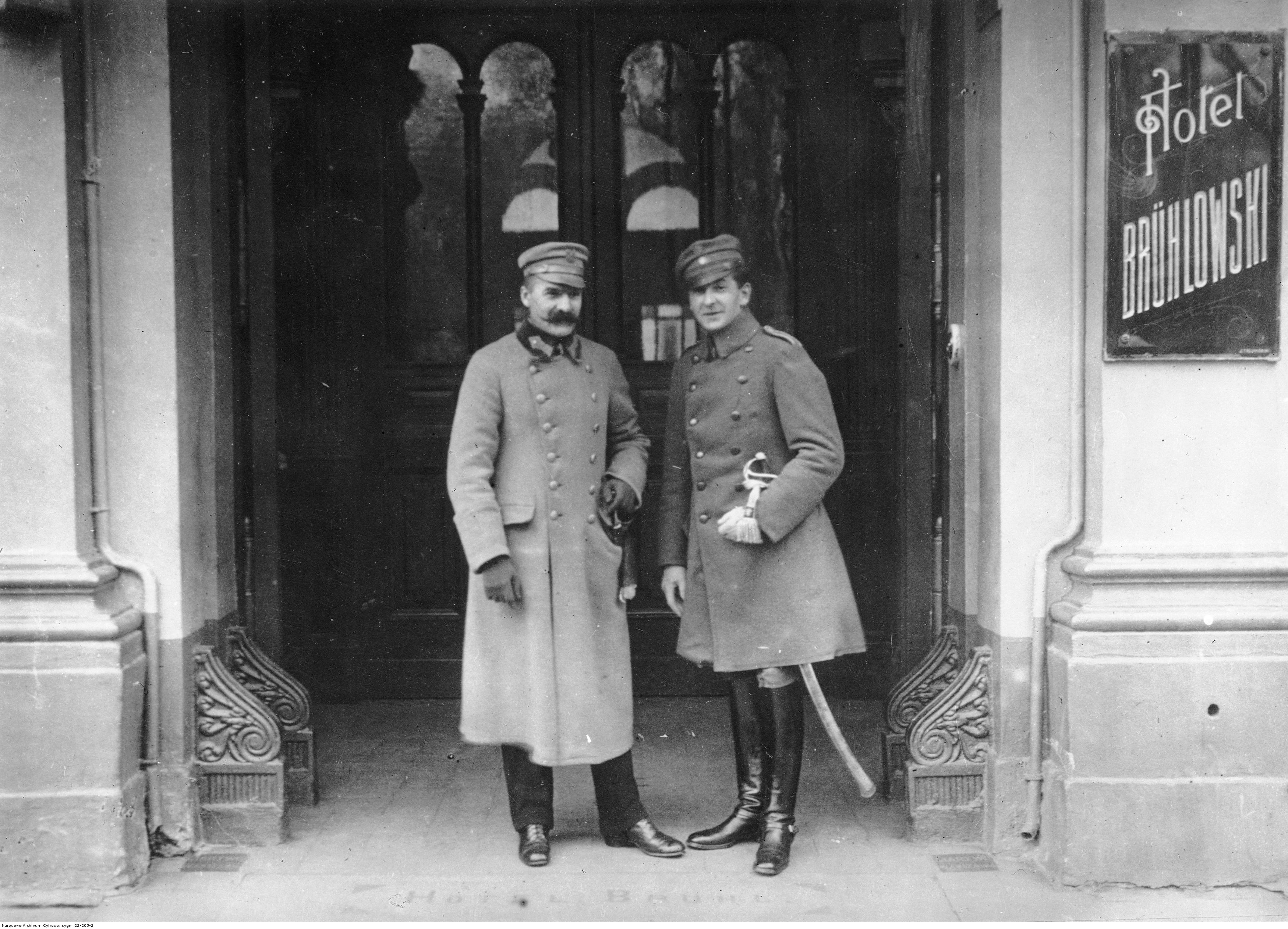
Józef Piłsudski und Bolesław Wieniawa-Długoszowski vor dem Hotel Brühl

Das Hotel Brühl (polnisch: Hotel Brülowski, auch Hotel Brül, Hotel Bruhlowski oder Hotel Bruhl genannt) war eines der elegantesten Warschauer Hotels. Es lag in prominenter Lage direkt am Sächsischen Garten, wurde im Zweiten Weltkrieg zerstört und danach nicht wieder aufgebaut.

## Geschichte und Architektur
Das Hotel wurde um 1882 in der Warschauer Innenstadt errichtet. Es war der nach Südwesten abschließende Teil des Häuserblocks Wierzbowa-Fredry-Alberta I. Die Adresse lautete Ulica Fredry 12 (ein Teil der Straße, der so heute nicht mehr existiert) und bildete ein Eckgebäude zur Ulica Alberta I (heute Ulica Niecała). Die breite Front des Hotels war auf den Teich im Sächsischen Garten ausgerichtet. Die Südseite des Gebäudes lag der Rückseite des ebenfalls nicht mehr existierenden Brühl-Palastes am Sächsischen Platz gegenüber. Architekt war Witold Lanci. Er baute das Hotel für Iser Cohen, dem 1920 Aleksandra Borman als Besitzerin nachfolgen sollte. Das Hotel hatte fünf Stockwerke. Es wurde 1944 zerstört. Heute befindet sich an Stelle des ehemaligen Hotels teilweise eine Rasenfläche des hier leicht vergrößerten Sächsischen Parks, zum Teil ein schmaleres, elegantes Apartmenthaus, das zu Beginn der 2000er Jahre gebaut wurde.
In einem deutschen Reiseführer von 1916 wird das „Hotel Brühl“, an der Kotzebuestraße liegend, mit Zimmerpreisen ab 3 Mark angeboten. Eine polnische Werbung für das „Hotel Bruhl Warszawa“ aus dem Jahr 1937 benennt fließend kaltes und warmes Wasser sowie Zentralheizung und warme Öfen bei Zimmerpreisen ab 5 Złoty.
Gäste des Hotels waren unter Anderen Rudolf Asmis, Rolf Brandt Heinrich Sahm und Boris Wiktorowitsch Sawinkow.